# Frenagem automática de emergência
A Frenagem Automática de Emergência (AEB — do inglês: Automatic Emergency Braking) é um sistema de segurança ativa projetado para ajudar os motoristas a evitar ou mitigar a severidade de colisões frontais. A tecnologia executa uma função de Detecção e Resposta a Objetos e Eventos (OEDR) de forma autônoma.
Utilizando sensores como radares, câmeras ou Lidar para monitorar a via, o sistema AEB identifica um risco iminente de colisão com outro veículo, pedestre ou obstáculo. Inicialmente, ele emite alertas sonoros e visuais para o motorista (função conhecida como Forward Collision Warning ou FCW). Se o motorista não tomar uma ação corretiva a tempo, o sistema AEB aplica os freios de forma autônoma e com força máxima para reduzir a velocidade do impacto ou, idealmente, evitar o acidente por completo.
A eficácia do AEB na redução de colisões traseiras é amplamente comprovada, levando organizações de segurança como o Euro NCAP e o IIHS a considerá-lo um requisito para avaliações de segurança máximas.